# Monanthotaxis filamentosa
Monanthotaxis filamentosa (Diels) Verdc. – gatunek rośliny z rodziny flaszowcowatych (Annonaceae Juss.). Występuje naturalnie w Wybrzeżu Kości Słoniowej, południowej Nigerii, Kamerunie, Republice Środkowoafrykańskiej, Gabonie, Kongo, Demokratycznej Republice Konga oraz Ugandzie. 

## Morfologia
PokrójZimozielone liany o owłosionych gałęziach.
LiścieMają kształt od podłużnego do podłużnie eliptycznego. Mierzą 11–19 cm długości oraz 4,5–7,5 cm szerokości. Nasada liścia jest sercowata. Blaszka liściowa jest o tępym lub krótko spiczastym wierzchołku.
KwiatySą zebrane w luźne grona, rozwijają się bezpośrednio na pniach i gałęziach (kaulifloria). Działki kielicha mają zieloną barwę i dorastają do 5–10 mm długości. Płatki mają różową barwę i osiągają do 8–15 mm długości.